# Dominic Demeritte
Dominic Demeritte (Nassau, 22 febbraio 1978) è un ex velocista bahamense.

## Palmarès
| Anno | Manifestazione          | Sede           | Evento      | Risultato        | Prestazione | Note             |
| ---- | ----------------------- | -------------- | ----------- | ---------------- | ----------- | ---------------- |
| 1996 | Mondiali juniores       | Sydney         | 100 m piani | Quarti di finale | 10"91       |                  |
| 1996 | Mondiali juniores       | Sydney         | 200 m piani | Quarti di finale | 21"79       |                  |
| 1999 | Mondiali                | Siviglia       | 200 m piani | Batteria         | 21"41       |                  |
| 2000 | Giochi olimpici         | Sydney         | 200 m piani | Batteria         | 21"47       |                  |
| 2000 | Giochi olimpici         | Sydney         | 4×100 m     | Batteria         | 39"57       |                  |
| 2001 | Mondiali                | Edmonton       | 200 m piani | Quarti di finale | 20"86       |                  |
| 2001 | Mondiali                | Edmonton       | 4×100 m     | Semifinale       | 39"20       |                  |
| 2002 | Giochi del Commonwealth | Manchester     | 200 m piani | 4º               | 20"21       |                  |
| 2002 | Giochi del Commonwealth | Manchester     | 4×400 m     | Bronzo           | 3'01"35     |                  |
| 2003 | Mondiali indoor         | Birmingham     | 200 m piani | Bronzo           | 20"92       |                  |
| 2003 | Campionati CAC          | Saint George's | 200 m piani | Oro              | 20"43       |                  |
| 2003 | Mondiali                | Parigi         | 200 m piani | Semifinale       | 20"71       |                  |
| 2004 | Mondiali indoor         | Budapest       | 200 m piani | Oro              | 20"66       | Record nazionale |
| 2004 | Giochi olimpici         | Atene          | 200 m piani | Quarti di finale | 20"61       |                  |
| 2005 | Campionati CAC          | Nassau         | 200 m piani | Bronzo           | 20"47       |                  |
| 2005 | Campionati CAC          | Nassau         | 4×100 m     | Bronzo           | 39"08       |                  |
| 2005 | Mondiali                | Helsinki       | 200 m piani | Quarti di finale | 21"25       |                  |
| 2006 | Giochi del Commonwealth | Melbourne      | 200 m piani | Batteria         | dq          |                  |
| 2006 | Giochi del Commonwealth | Melbourne      | 4×400 m     | Finale           | dnf         |                  |
| 2006 | Giochi CAC              | Cartagena      | 4x100 m     | Argento          | 39"44       |                  |
| 2008 | Campionati CAC          | Cali           | 200 m piani | Semifinale       | 21"37       |                  |